# 同光
同光（どうこう）は、五代の2番目の王朝である後唐において李存勗の治世で用いられた年号。923年4月 - 926年4月。

## 西暦・干支との対照表
| 同光 | 元年  | 2年   | 3年   | 4年   |
| 西暦 | 923年 | 924年 | 925年 | 926年 |
| 干支 | 癸未  | 甲申  | 乙酉  | 丙戌  |